# Клан Николсон

Герб вождей клана Николсон

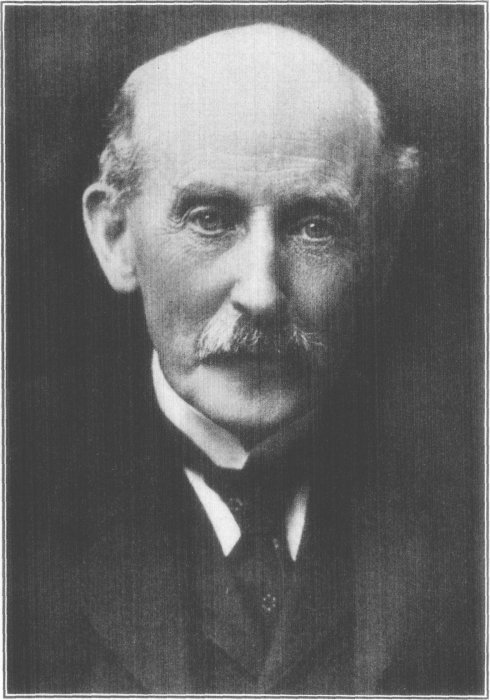
Английский дипломат и политик Артур Николсон, 1-й барон Карнок (1849—1928)

Клан Николсон (скотс Clan Nicolson) — один из равнинных кланов Шотландии. Согласно историческим преданиям и документам клана, клан Николсон берет свое начало от юриста, который жил в городе Эдинбург в XVI веке. Этот юрист был родом из семьи купцов, живших в городе Абердин. В 1980-х годах герольды Шотландии признали 4-го барона Карнока вождем клана Николсон. В это же время другой человек, который происходил с острова Скай. потребовал признать именно его вождем клана Николсон, потому что на острове Скай также проживал клан с названием Николсон. Герольды Шотландии предложили этому человеку изменить фамилию (и название клана) на МакНикейл или МакНекайл (гэльск. — MacNeacail). В результате этих споров на сегодня в Шотландии есть два клана, которые претендуют на название и титулы клана Николсон — горный и равнинный. Но горный клан принято называть МакНикейл.

## История клана Николсон

### Происхождение названия клана
Название клана Николсон есть англоязычная версия названия клана. Означает «сын Никола». Имя Никол является вариантом имени Николай и происходит от греческого Νικόλαος — Николаос — «победитель людей». Это имя впервые появляется на Британских островах во время нормандского завоевания — было очень распространено во времена Средневековья в Европе. Считается, что название клана с острова Скай — МакНикейл тоже происходит от имени святого Николая, но это уже не английский, а кельтский (гэльский) вариант имени.

### Происхождение клана
Оба клана — горный и равнинный — МакНикейл и Николсон имеют одинаковую геральдику. Герб вождей кланов — золотой щит с головами хищных птиц: ястребами для МакНикейл и соколами для Николсон. Но генеалогических доказательств об общем происхождении этих двух кланов мало, поэтому они считаются разными кланами. Есть версия, что Николсоны имеют скандинавское происхождение, а название клана происходит от скандинавского имени Олсен. Кроме того, в гэльской языке слово «ник» (Nic), которое означает «дочь». Кроме того, в Англии, в районах, которые были в свое время под властью викингов (в частности, в Йоркшире и Тайнсайде) также распространена фамилия Николсон. Некоторые потомки скандинавов пришли в Шотландию во время нормандского завоевания Англии и поселились в Шотландии во времена правления короля Шотландии Давида I.

### Шотландско-норвежские войны
В Средневековье ряд островов и территорий в Шотландии захватили викинги. С этим не могли смириться короли Шотландии, которые постепенно укрепляли свою власть. В ХІІ — XIII веках вспыхивали войны шотландцев с викингами, которые завершились победой короля Шотландии. Во время одной из этих войн король Норвегии Хокон IV в 1263 году отправил передовой отряд под командованием Андреса Николассена, который был молочным братом короля и одним из главных баронов королевства. Этот отряд грабил остров Бьют до прибытия основного норвежского флота. После того, как прибыли главные силы норвежской флота, на него напали шотландцы, и произошла битва при Ларгсе — норвежцы были разбиты. Есть легенда, что Андерс Николассен после этого был послом в Шотландии и имел задачу заключить мир с Шотландией — договор, заключенный в городе Перт. Согласно этому договору острова вокруг Шотландии перешли под власть короля Шотландии.

### XVI—XVII века
Клан Николсон утверждает, что клан происходит от Джеймса Николсона, юриста из Эдинбурга, который умер в 1580 году. Его предками были жители города Абердин — о них известно из сообщений XV века. Джеймс Николсон имел двух сыновей — Джона и Джеймса. Джеймс Николсон стал церковным деятелем и главой церковной ассамблеи Шотландии в 1595 году. В 1606 году он стал епископом Данкельда. Он умер в 1607 году. Джон Николсон (ум. 1605), старший брат Джеймса, приобрел земли Лассуэйд между Синклером и Драйденом в 1592 году. В 1629 году его сын, сэр Джон Николсон из Лассуэйда (ум. 1651), стал баронетом Новой Шотландии. Внук последнего, сэр Джон Николсон из Лассуэйда, 2-й баронет (ум. 1680), был депутатом шотландского парламента от Эдинбурга в 1672-1674 годах.

### ХІХ — XX века
Последний прямой потомок вождей клана Николсон умер в 1826 году. Титул перешел к другой линии, которая была близка с епископам Данкельда. Титул барона Карнока унаследовал генерал-майор, сэр Уильям Николсон, 9-й баронет (1758—1820), который был единственным сыном Джорджа Николсона из Тарвистона (ум. 1769) и внуком подполковника Уильяма Николсона (ум. 1720). Он бывал в Америке, Индии, Ирландии, на острове Маврикий. Умер в 1820 году. Наследовал ему его сын — адмирал, сэр Фредерик Николсон, 10-й баронет (1815—1899). В 1879 году старший сын адмирала — лейтенант Фредерик Николсон (1848—1879), был убит в Южной Африке во время войны с зулусами. Титул унаследовал его второй сын — Артур Николсон (1849—1928). В июне 1916 года Артур Николсон получил титул 1-го барона Карнока. В 1980 году Дэвид Николсон, 4-й барон Карнок (1920—2008), был признан вождем клана Николсон. Основанием для этого было то, что он является непосредственным потомком Джона Николсона, 1-го барона Лассуэда (умер в 1651 году). На сегодня должность вождя клана Николсон является вакантной, хотя 5-й барон Карнок — Адам Николсон имеет на эту должность все законные права.